# Manabu Saitō
Manabu Saitō (jap. 齋藤 学, Saitō Manabu; * 4. April 1990 in Kawasaki) ist ein japanischer Fußballspieler.

## Karriere

### Verein
Saito spielte von der Jugend bis zu seinem Wechsel 2018 mit einer kurzen Unterbrechung bei den Yokohama F. Marinos. 2011 wurde er an Zweitligist Ehime FC verliehen. Im Januar 2018 folgte dann der Wechsel zu Kawasaki Frontale. Mit Frontale wurde er 2018 und 2020 japanischer Meister. Den Supercup gewann der 2019, den Kaiserpokal 2020. Anfang Januar 2021 unterschrieb er einen Vertrag beim Ligakonkurrenten Nagoya Grampus. Am 30. Oktober 2021 stand er mit dem Verein aus Nagoya im Finale des J. League Cup. Das Finale gegen Cerezo Osaka gewann man mit 2:0. Im Sommer 2022 wechselte er zum südkoreanischen Erstligisten Suwon Bluewings.

### Nationalmannschaft
2013 debütierte Saitō für die japanische Fußballnationalmannschaft. Mit der japanischen Nationalmannschaft qualifizierte er sich erfolgreich für die Fußball-WM 2014. Saitō bestritt bisher sechs Länderspiele und erzielte dabei ein Tor.

## Erfolge

### Verein
Yokohama F. Marinos
- Emperor’s Cup: 2013

Nagoya Grampus
- J.League Cup: 2021

Kawasaki Frontale
- Japanischer Fußball-Supercup: 2019
- J1 League: 2018, 2020
- Emperor’s Cup: 2020

### Nationalmannschaft
- Ostasienmeister: 2013